# Justicia rauhii
Justicia rauhii är en akantusväxtart som beskrevs av D.C. Wasshausen. Justicia rauhii ingår i släktet Justicia och familjen akantusväxter. Inga underarter finns listade i Catalogue of Life.